# سفينة نوح

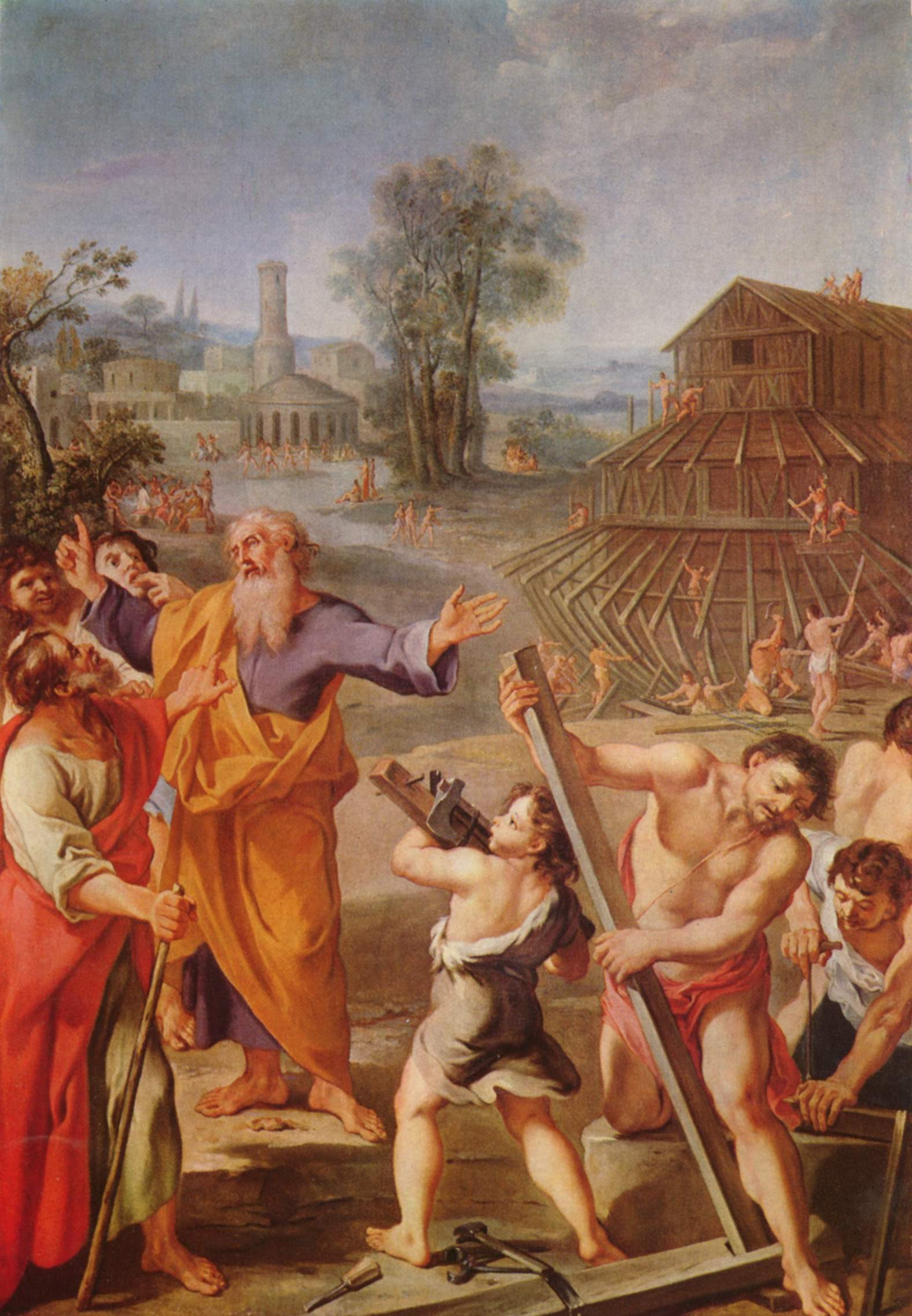
بناء سفينة نوح (لوحة لرسام فرنسي مجهول تعود لعام 1675)

سَفِينَةُ نُوح أو فُلْكُ نُوح حسب الديانة اليهودية والمسيحية والإسلامية هي سفينة صنعها نوح لحماية المؤمنين والحيوانات وجميع الكائنات الحية من الطوفان العظيم بعدما كثر شر الناس،ا، أما في الإسلام فقد بينت الآية (40) في القرآن من سورة هود أنها سفينة صنعها نوح بوحي الله وأمره فيها بأن يحمل في السفينة من كل نوع من أنواع الحيوانات زوجين، ويحمل فيها أهل بيته إلا من سبق عليهم القول ممن لم يؤمن بالله كابنه وامرأته، ويحمل فيها من آمن معه من قومه، ليهلك جميع من تبقى من المفسدين من قومه الذين كذبوا رسالته بطوفان عظيم. وقد تم ذكر مثل هذه السفينة في عدة أساطير قديمة منها أسطورة الطوفان السومرية/الأكادية التي ذكرت قصة مشابهة لقصة طوفان نوح. كما تم ذكر سفينة ماثلة في أساطير بعض الشعوب القديمة: فيتفق أغلبها على أن الإهلاك تم بطغيان الماء ونجاة الناجين تمت في سفينة رست على قمة جبل.

## قصص الطوفان

### قصة الطوفان السومرية
كان الناس يعتقدون حتى أواخر القرن الماضي أن التوراة هي أقدم مصدر لقصة الطوفان، لكن في عام 1853 عثر على نسخة من رواية الطوفان البابلية، وفي الفترة ما بين 1889- 1900، اكتشفت أول بعثة أثرية أمريكية قامت بالتنقيب في العراق اللوح الطيني الذي يحتوي على القصة السومرية للطوفان في مدينة «نيبور» (نفر) ثم تبعه آخرون، ويبدو من طابع الكتابة التي كتبت بها القصة السومرية أنها ترجع إلى ما يقرب من عهد الملك البابلي الشهير «حمورابي» وأنه من المؤكد أنها كانت قبل ذلك.
القصة حسب الرواية السومرية تتحدث عن ملك يسمى (زيوسودا)كان يوصف بالتقوى ويخاف من الله، ويكب على خدمته في تواضع وخشوع أُخبر بالقرار الذي أعده مجمع الآلهة بإرسال الطوفان الذي صاحبه العواصف والأمطار التي استمرت سبعة أيام وسبع ليال يكتسح هذا الفيضان الأرض، حيث يوصف (زيوسودا) بأنه الشخص الذي حافظ على الجنس البشري من خلال بناء السفينة.

### قصة الطوفان الأكادية

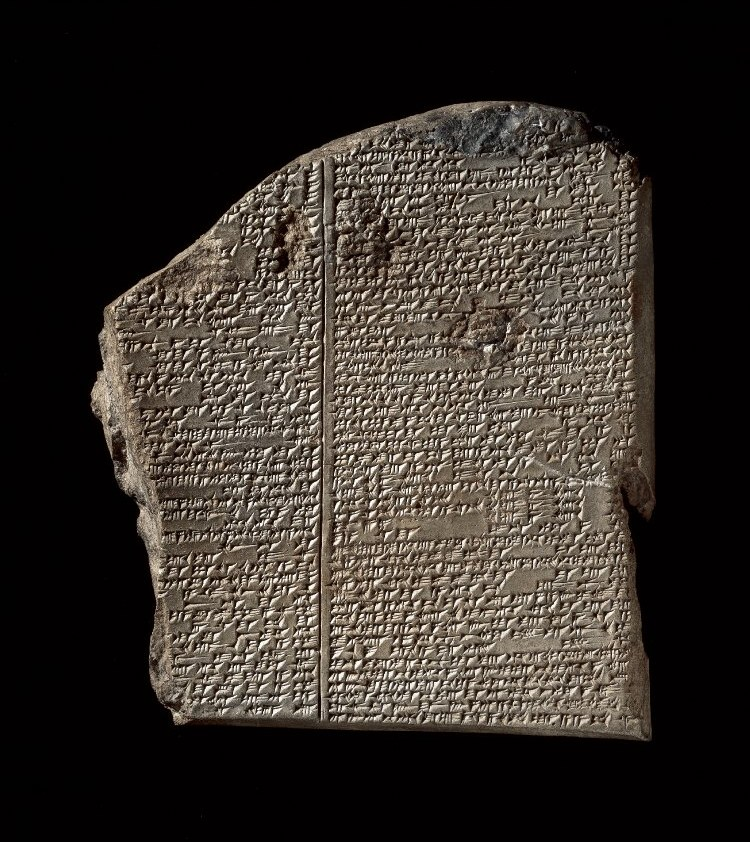
لوح طيني من ملحمة جلجامش

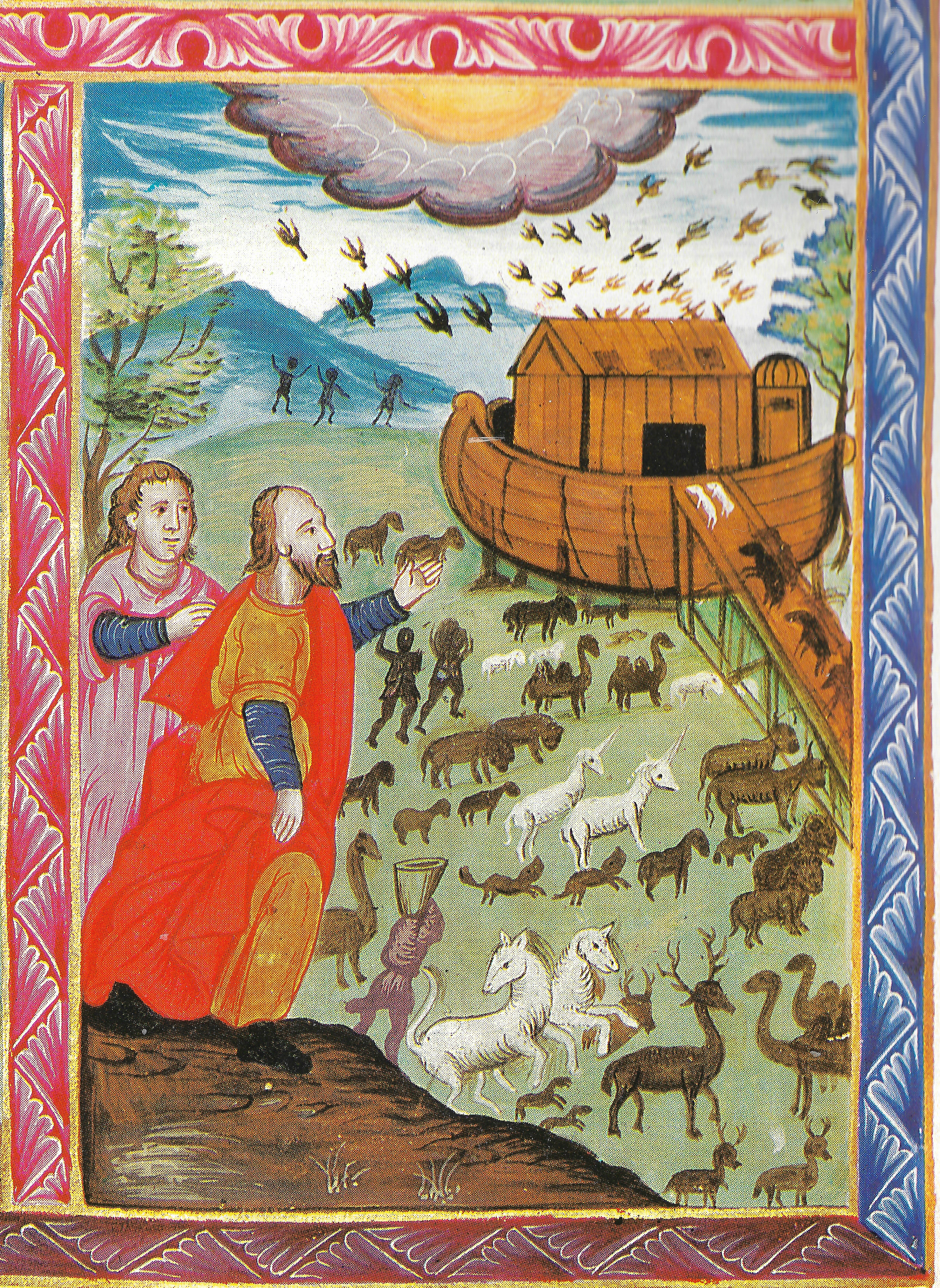
صعود نوح والحيوانات للسفينة. منمنمة أرمنية، 1643-1646.

- ملحمة جلجامش: في الثالث من ديسمبر 1872 م أعلن «سيدني سمث» نجاحه في جمع القطع المتناثرة من ملحمة جلجامش بعضها إلى بعض، مكتوبة في اثنى عشر نشيداً، أو بالأحرى لوحاً، ومحتوية على قصة الطوفان في لوحها الحادي عشر: وملخص القصة أنه كان هناك رجل يسمى أوتنابيشتيم (زيسوثروس) أمرته الآلهة بأن يبني سفينة، وأن يدع الأملاك وأنه احتمل على ظهر السفينة بذور كل شيء حي، والسفينة التي بنها سيكون عرضها مثل طولها وأنه نزل مطر مدرار.. الخ ثم استوت السفينة على جبل نيصير (نيزير) [ وهو جيل بين الدجلة والزاب الأسفل].[11]

ولكن أشياء تجعل قصة ملحمة جلجامش متناقضة ومختلفة عن قصة نوح المعروفة قد تؤدي إلى الاستنتاج أن هذه الملحمة نفسها قد تكون مستوحات من قصص أخرى سبقتها وأن شخصية أوتنابيشتيم (زيسوثروس) تختلف عن شخصية نوح الحقيقية رغم تطابق بعض الأشياء في القصتين البابلية والتوراتية وأهمها الطوفان نفسه، صنع السفينة، طلاء السفينة بالقار، نجاة نوح وعائلته، الغراب، وحمل الخمور على السفينة.
أما الاختلاف والتناقض فهو أن سفينة أوتنابيشتيم (زيسوثروس) أصبحت فجأة تحت رحمة فيضان كبير جاء بشكل مفاجئ، لينتهي بها المطاف في المياه المالحة، وهذا يعني أن التيار الشديد جرفها من نهر الفرات إلى بحر العرب، والتناقض هنا هو أن قصة الملحمة تذكر أن السفينة استقرت على جبل نيصير، فإذا ثبثت هذه الرواية عن قصة الملحمة فإن هذا سيكون أمرا مستحيلا لأن السفينة لا يمكنها أن تبحر ضد تيار جارف نحو المرتفعات الشيء الذي يدل على أن القصة قد تكون هي نفسها مستوحاة من قصة أخرى سبقتها.

### قصة بيروسوس
في النصف الأول من القرن الثالث قبل الميلاد، وعلى أيام الملك «أنتيوخوس الأول» (280-260 ق.م)، كان هناك أحد كهنة الإله «ردوك» البابلي، ويدعى بيروسوس قد كتب تاريخ بلاده باللغة اليونانية في ثلاثة أجزاء وحوا الكتاب على قصة الطوفان وتقول أنه كان يعيش ملك اسمه «أكسيسو ثووس» هذا الملك يرى فيما يرى النائم أن الإله يحذره من طوفان يغمر الأرض ويهلك الحرث والنسل فيأمره بأن يبني سفينة يأوي إليها عند الطوفان.
فيبني هذا الملك سفينة طولها مائة وألف ياردة وعرضه أربعمائة وأربعون ياردة، ويجمع فيه كل أقربائه وأصحابه، ويختزن فيه زاداً من اللحم والشراب فضلاً عن الكائنات الحية من الطيور وذات الأربع.
و يغرق الطوفان الأرض. وتستقر السفينة على جبل حيث ينزل وزوجته وابنته وقائد الدفة، ويسجد الملك لربه ويقدم القرابين.

### قصة الطوفان كما ترويها التوراة

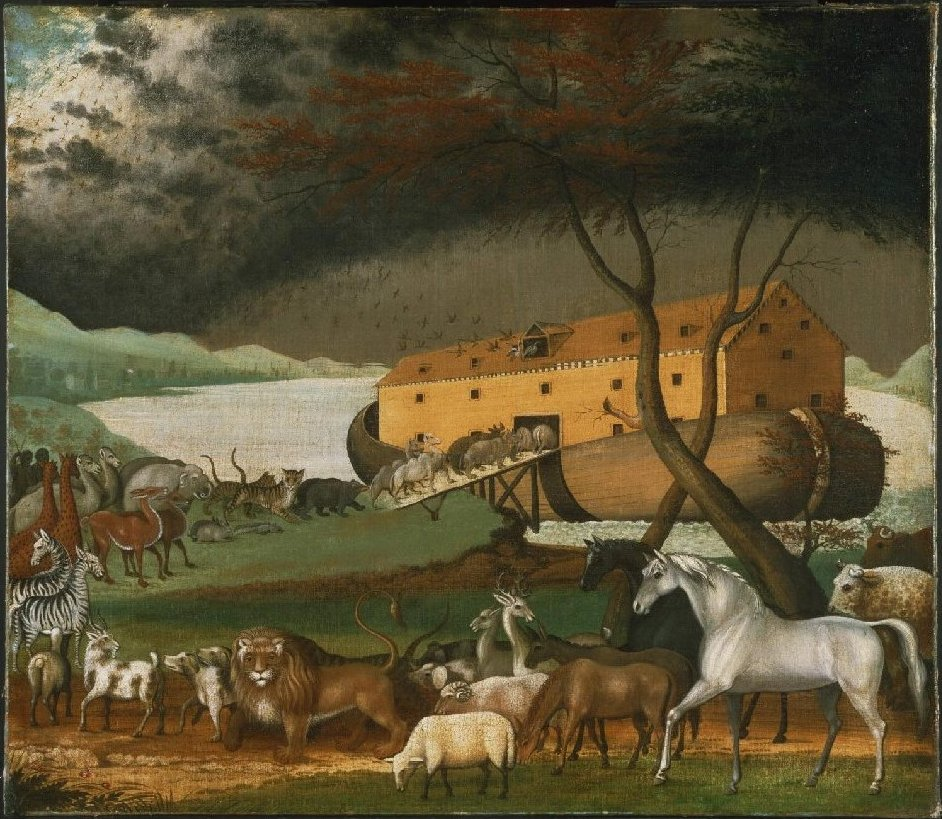
سفينة نوح حسب ما تخيلها الرسام الأمريكي إدوارد هيكس (1780 - 1849 م)

وردت هذه القصة في الإصحاحات من السادس إلى التاسع من سفر التكوين وتجري أحداثها على النحو التالي:
وَرَأَى اللهُ الأَرْضَ فَإِذَا هِيَ قَدْ فَسَدَتْ، إِذْ كَانَ كُلُّ بَشَرٍ قَدْ أَفْسَدَ طَرِيقَهُ عَلَى الأَرْضِ. فَقَالَ اللهُ لِنُوحٍ: «نِهَايَةُ كُلِّ بَشَرٍ قَدْ أَتَتْ أَمَامِي، لأَنَّ الأَرْضَ امْتَلأَتْ ظُلْمًا مِنْهُمْ. فَهَا أَنَا مُهْلِكُهُمْ مَعَ الأَرْضِ. اِصْنَعْ لِنَفْسِكَ فُلْكًا مِنْ خَشَبِ جُفْرٍ. تَجْعَلُ الْفُلْكَ مَسَاكِنَ، وَتَطْلِيهِ مِنْ دَاخِل وَمِنْ خَارِجٍ بِالْقَارِ. وَهكَذَا تَصْنَعُهُ: ثَلاَثَ مِئَةِ ذِرَاعٍ يَكُونُ طُولُ الْفُلْكِ، وَخَمْسِينَ ذِرَاعًا عَرْضُهُ، وَثَلاَثِينَ ذِرَاعًا ارْتِفَاعُهُ. وَتَصْنَعُ كَوًّا لِلْفُلْكِ، وَتُكَمِّلُهُ إِلَى حَدِّ ذِرَاعٍ مِنْ فَوْقُ. وَتَضَعُ بَابَ الْفُلْكِ فِي جَانِبِهِ. مَسَاكِنَ سُفْلِيَّةً وَمُتَوَسِّطَةً وَعُلْوِيَّةً تَجْعَلُهُ. فَهَا أَنَا آتٍ بِطُوفَانِ الْمَاءِ عَلَى الأَرْضِ لأُهْلِكَ كُلَّ جَسَدٍ فِيهِ رُوحُ حَيَاةٍ مِنْ تَحْتِ السَّمَاءِ. كُلُّ مَا فِي الأَرْضِ يَمُوتُ. وَلكِنْ أُقِيمُ عَهْدِي مَعَكَ، فَتَدْخُلُ الْفُلْكَ أَنْتَ وَبَنُوكَ وَمِنْ كُلِّ حَيٍّ مِنْ كُلِّ ذِي جَسَدٍ، اثْنَيْنِ مِنْ كُلّ تُدْخِلُ إِلَى الْفُلْكِ لاسْتِبْقَائِهَا مَعَكَ. تَكُونُ ذَكَرًا وَأُنْثَى. مِنَ الطُّيُورِ كَأَجْنَاسِهَا، وَمِنَ الْبَهَائِمِ كَأَجْنَاسِهَا، وَمِنْ كُلِّ دَبَّابَاتِ الأَرْضِ كَأَجْنَاسِهَا. اثْنَيْنِ مِنْ كُلّ تُدْخِلُ إِلَيْكَ لاسْتِبْقَائِهَا. وَأَنْتَ، فَخُذْ لِنَفْسِكَ مِنْ كُلِّ طَعَامٍ يُؤْكَلُ وَاجْمَعْهُ عِنْدَكَ، فَيَكُونَ لَكَ وَلَهَا طَعَامًا». فَفَعَلَ نُوحٌ حَسَبَ كُلِّ مَا أَمَرَهُ بِهِ اللهُ. هكَذَا فَعَلَ. سفر التكوين 6: 1-22
وفي الإصحاح التالي يكرر الله أوامره كما يأمر نوح أن يدخل الفلك ومن معه ذلك لأن الرب قرر أن يغرق الأرض ومن عليها بعد سبعة أيام ذلك عن طريق مطر يسقط على الأرض أربعين يوماً وأربعين ليلة، ويصدع نوح بأمر ربه فيأوي إلى السفينة ومن معه وأهله، ثم انفجرت كل ينابيع الغمر العظيم وانفتحت طاقات السماء، واستمر الطوفان أربعين يوماً على الأرض.
وتكاثرت المياه وارتفع الفلك عن الأرض وتغطت المياه، ومات كل جد كان يدب على الأرض، من الناس، والطيور والبهائم والوحوش وبقي نوح والذين معه في الفلك حتى استقر على جبل أرارات.

### في الإسلام
النبي نوح هو من بين أهم خمسة أنبياء في الإسلام، وقصته تعتبر عبرة لمن لم يتبعوه. لقد ذكر نوح في عدة آيات قرآنية والسورة التي ذكر فيها عدة مرات هي سورة هود في الآية 27 و51..وقد أمر الله نوح أن يحمل بالسفينة كل من آمن معه وأهله إلا من كفر منهم، وقد أمره كذلك أن يحمل زوجين من كل ما توفر لديه من حيوانات وبهائم من أجل بناء حياة جديدة بعد الطوفان، ((ولا يقتضي الأمر أن يحمل زوجين من جميع الأجناس الموجودة على الأرض خاصة إذا ثبت أن الطوفان لم يعم الأرض بأكملها وأن السفينة لا تتسع لحمل هذه الأجناس كلها وأن نوحا لم يكن مكلفا بأن يجوب العالم كله بحثا عن الأجناس))، وقد ركبها المؤمنون ممن آمن بنوح والذين آمنوا بنوح طوال 950 عاما حسب قول ابن عباس:

#### وصف السفينة في القرآن
﴿وَاصْنَعِ الْفُلْكَ بِأَعْيُنِنَا وَوَحْيِنَا وَلَا تُخَاطِبْنِي فِي الَّذِينَ ظَلَمُوا إِنَّهُمْ مُغْرَقُونَ ۝٣٧﴾ [هود:37]
﴿فَأَوْحَيْنَا إِلَيْهِ أَنِ اصْنَعِ الْفُلْكَ بِأَعْيُنِنَا وَوَحْيِنَا فَإِذَا جَاءَ أَمْرُنَا وَفَارَ التَّنُّورُ فَاسْلُكْ فِيهَا مِنْ كُلٍّ زَوْجَيْنِ اثْنَيْنِ وَأَهْلَكَ إِلَّا مَنْ سَبَقَ عَلَيْهِ الْقَوْلُ مِنْهُمْ وَلَا تُخَاطِبْنِي فِي الَّذِينَ ظَلَمُوا إِنَّهُمْ مُغْرَقُونَ ۝٢٧﴾ [المؤمنون:27]
﴿فَأَنْجَيْنَاهُ وَمَنْ مَعَهُ فِي الْفُلْكِ الْمَشْحُونِ ۝١١٩﴾ [الشعراء:119]
﴿وَيَصْنَعُ الْفُلْكَ وَكُلَّمَا مَرَّ عَلَيْهِ مَلَأٌ مِنْ قَوْمِهِ سَخِرُوا مِنْهُ قَالَ إِنْ تَسْخَرُوا مِنَّا فَإِنَّا نَسْخَرُ مِنْكُمْ كَمَا تَسْخَرُونَ ۝٣٨﴾ [هود:38]
﴿إِنَّا لَمَّا طَغَى الْمَاءُ حَمَلْنَاكُمْ فِي الْجَارِيَةِ ۝١١ لِنَجْعَلَهَا لَكُمْ تَذْكِرَةً وَتَعِيَهَا أُذُنٌ وَاعِيَةٌ ۝١٢﴾ [الحاقة:11–12]
﴿فَأَنْجَيْنَاهُ وَأَصْحَابَ السَّفِينَةِ وَجَعَلْنَاهَا آيَةً لِلْعَالَمِينَ ۝١٥﴾ [العنكبوت:15]
﴿وَحَمَلْنَاهُ عَلَى ذَاتِ أَلْوَاحٍ وَدُسُرٍ ۝١٣ تَجْرِي بِأَعْيُنِنَا جَزَاءً لِمَنْ كَانَ كُفِرَ ۝١٤ وَلَقَدْ تَرَكْنَاهَا آيَةً فَهَلْ مِنْ مُدَّكِرٍ ۝١٥ فَكَيْفَ كَانَ عَذَابِي وَنُذُرِ ۝١٦ وَلَقَدْ يَسَّرْنَا الْقُرْآنَ لِلذِّكْرِ فَهَلْ مِنْ مُدَّكِرٍ ۝١٧﴾ [القمر:13–17]

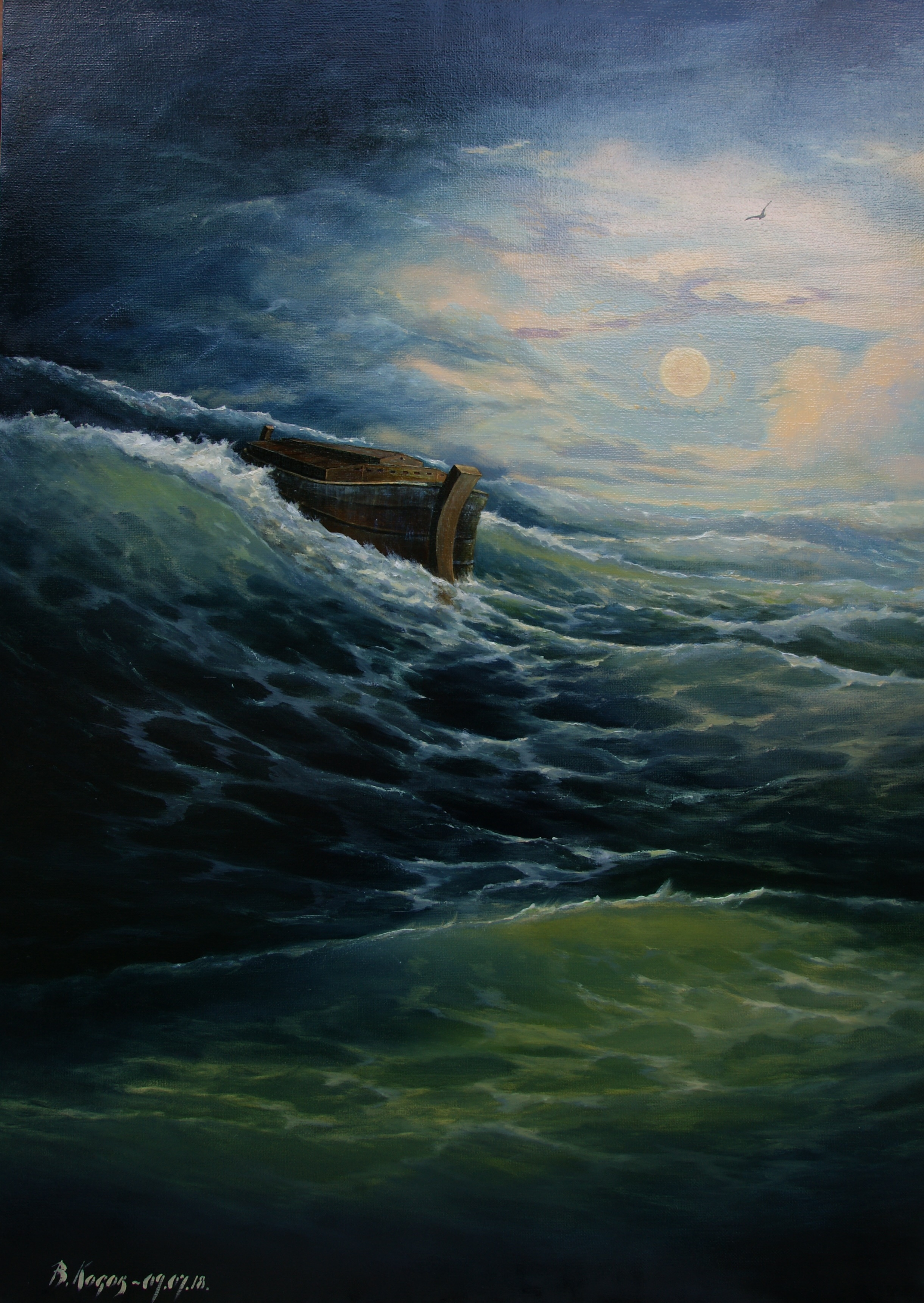
رسم توضيحي لسفينة نوح أثناء الطوفان.

- جاء وصف سفينة نوح في القرآن على أنها فلك كما جاء وصف آخر لها بأنها فلك مشحون للتعبير عن حمولتها الكبيرة، والفلك هو الشكل الوعائي، وهو شكل يعبر غالبا عن نوع خاص من السفن مثل شكل قوارب النجاة الذي لا يزال يسمى حتى الآن في بعض المناطق بـالفلوكة، والفلك في معاجم اللغة هو الشكل المستدير المرتفع عن الأرض، فبالرغم من كونها سفينة لم يذكرها القرآن بلفظ سفينة إلا مرة واحدة في سورة العنكبوت وكان التعبير الغالب والمفضل لها هو الفلك.
- جاء وصفها كذلك بأنها سفينة، وقد سميت السفن بذلك لأنها تقشر وجه الماء وهذا لا يتأتى إلا إذا كانت مقدمة السفينة مدببة.
- جاء وصفها كذلك بأنها جارية تعبيرا على جريانها فوق المياه، والجارية هي مفرد جواري كما جاء في سورة الرَّحْمَن ﴿وَلَهُ الْجَوَارِ الْمُنْشَآتُ فِي الْبَحْرِ كَالْأَعْلَامِ ۝٢٤﴾ [الرحمن:24]
- أنها ذات ألواح ودسر : والألواح يقصد بها ألواح خشبية حيث أن نوح قام ببناء السفينة من ألواح الأشجار ويقال أيضا أن نوح كان نجارا، أما الدُّسُرُ فهي مسامير السفن وشُرُطُها التي تُشَدُّ بها كما ورد في المعاجم اللغوية مثل لسان العرب وتاج العروس وحسب بعض المفسرين، ولكن البحارة العرب في القرون الوسطى استبدلوا الدسر المعدنية بحبال تربط أجزاء السفينة حتى يتسنى لراكبيها إصلاحها بكل سهولة لكون المسامير المعدنية تصدأ بسهولة ويصعب جدا إصلاحها خاصة إذا كانت السفينة مبحرة[12][13] ولذلك أصبحت الحبال التي وضعت بدل الدسر المعدنية تسمى كذلك دسرا، حتى ذهب بعض المفسرين إلى القول بأن دسر السفينة هي حبالها.
- أنها ذات مسالك أو مساكن أو غرف حسب ما ورد في سورة المومنين ﴿فَاسْلُكْ فِيهَا مِن كُل زَوْجَيْنِ اثْنَيْنِ وَأَهْلَكَ إِلاَّ مَن سَبَقَ عَلَيْهِ الْقَوْلُ مِنْهُمْۦۚ﴾ [المؤمنون:27]

#### بقاء السفينة لتكون آية للناس
- ثم يذكر أنها لا تزال باقية كآية وذكرى لكل مذّكر. كما جاء في سورة العنكبوت ﴿فَأَنجَيْنَاهُ وَأَصْحَابَ السَّفِينَةِ وَجَعَلْنَاهَا آيَةً لِّلْعَالَمِينَ﴾ [العنكبوت:15] وقوله تعالى {ولقد تركناها آية فهل من مدكر} (سورة القمر) وقوله تعالى {إِنَّ فِي ذَلِكَ لَآيَةً وَمَا كَان أَكْثَرُهُم مُّؤْمِنِينَ} (سورة الشعراء{121})

قال قتادة: أبقى الله سفينة نوح حتى أدركها أوائل هذه الأمة.
قال عبد بن حميد: وَلَقَدْ تَرَكْنَاهَا آيَةً فَهَلْ مِنْ مُدَّكِرٍ سورة القمر آية 15، قال: أبقى الله سفينة نوح على الجودي حتى أدركها أوائل هذه الأمة.
وقال قتادة:ألقى الله عز وجل السفينة في أرض الجزيرة عبرة وآية حتى نظرت إليها أوائل هذه الأمة نظرا، وكم من سفينة كانت بعدها فصارت رمادا.
وجاء في الدر المنثور للسيوطي:
قال قتادة في تفسير الآية { وجعلناها آية للعالمين } قال:أبقاها الله آية فهي على الجودي.
وأخرج ابن المنذر عن ابن جريج في قوله: { لنجعلها لكم تذكرة } قال:لأمة محمد صلى الله عليه وسلم، وكم من سفينة قد هلكت وأثرها قد ذهب، يعني ما بقي من السفينة حتى أدركته أمة محمد فرأوه كانت ألواحها ترى على الجودي.

#### تحديد مكان رسوها
- ولقد حدد القرآن مكان رسوها على الجودي:

{وقيل يا أرض ابلعي ماءك ويا سماء أقلعي وغيض الماء وقضي الأمر واستوت على الجودي وقيل بعدا للقوم الظالمين} (سورة هود 44)
و الجودي حسب ما ذكره أغلب المفسرين هو جبل يقع في ناحية الموصل (أي في اتجاه الموصل)، ويقال كذلك بأنه موضع أو منطقة، والموصل هي محافظة عراقية تقع في الحدود مع العراق وتركيا في الشمال الغربي للعراق والجنوب الشرقي لتركيا.
ويقول أبو إسحاق الزجّاج: هو جبل بآمد، وآمد هي أكبر وأشهر مدينة في جنوب شرق تركيا وقد أطلق عليها العرب لاحقا اسم دياربكر.
كما جاء ذكر الجودي في كتاب الحسن بن أحمد الهمداني المتوفي سنة 360 هجري/970 [ميلادي فقال:
| سفينة نوح | إن أردت بعد أرض الموصل مررت بتكريت وكان الثرثار عن يمينك وأكثر أهل الموصل مذحج وهي ربيعة فإن تياسرت منها وقعت في الجبل المسمى بالجودي يسكنه ربيعة وخلفه الأكراد وخلف الأكراد الأرمن وإن تيامنت من الموصل تريد بغداد لقيتك الحديثة وجبل بارما يسمى اليوم حمرين. | سفينة نوح |

و عن أصل الجودي: وفقا لما جاء في خلاصة تاريخ الكردستان من أقدم عصور التاريخ، قد ذهب السياسي الكردي محمد أمين زكي في هذا الكتاب إلى أن لفظ جودي معروف من كلمة (كوتي – جوتي) لأن ناقليها العرب ينطقون حرفي (g، ك) جيمًا فيقولون (إنكليزي، إنجليزي) كما أنه لا تخفى القرابة بين حرفي (د) و (ت) في المخرج وعلى هذا المنوال ذكر لفظ (كوتي) التاريخي في الكتب العربية مرسومًا على هذا الشكل الـ (جودي)، وبناءً على هذا التخريج يكون معنى جبل (الجودي) جبل الـ (كوتي، كورتي، كردي)،
و لفظ الجودي كان مستعملا كذلك في تسمية السومريين للأكراد، ثم جاء بعدهم اليونانيين والرومان الذين أطلقوا عليهم اسم كاردوك أو كاردوكي.
قال تعالى: «حَتَّىٰ إِذَا جَاءَ أَمْرُنَا وَفَارَ التَّنُّورُ قُلْنَا احْمِلْ فِيهَا مِن كُلٍّ زَوْجَيْنِ اثْنَيْنِ وَأَهْلَكَ إِلَّا مَن سَبَقَ عَلَيْهِ الْقَوْلُ وَمَنْ آمَنَ ۚ وَمَا آمَنَ مَعَهُ إِلَّا قَلِيلٌ» (سورة هود الآية 40)
قال تعالى: «فَأَوْحَيْنَا إِلَيْهِ أَنِ اصْنَعِ الْفُلْكَ بِأَعْيُنِنَا وَوَحْيِنَا فَإِذَا جَاءَ أَمْرُنَا وَفَارَ التَّنُّورُ ۙ فَاسْلُكْ فِيهَا مِن كُلٍّ زَوْجَيْنِ اثْنَيْنِ وَأَهْلَكَ إِلَّا مَن سَبَقَ عَلَيْهِ الْقَوْلُ مِنْهُمْ ۖ وَلَا تُخَاطِبْنِي فِي الَّذِينَ ظَلَمُوا ۖ إِنَّهُم مُّغْرَقُونَ» (سورة المؤمنون الآية 27)
و تظهر عبرة ذلك من:
{وَآتَيْنَآ مُوسَى ٱلْكِتَابَ وَجَعَلْنَاهُ هُدًى لِّبَنِي إِسْرَائِيلَ أَلاَّ تَتَّخِذُواْ مِن دُونِي وَكِيلاً} {ذُرِّيَّةَ مَنْ حَمَلْنَا مَعَ نُوحٍ إِنَّهُ كَانَ عَبْداً شَكُوراً}(سورة الإسراء 2-3): أي: يا سلالة الذين أنجيناهم وحَمَلْناهم مع نوح في السفينة لا تشركوا بالله في عبادته.
و قد تحدث كذلك عن قصة نوح مع قومه وقصة حدوث الطوفان:
كَذَّبَتْ قَوْمُ نُوحٍ الْمُرْسَلِينَ {105} إِذْ قَالَ لَهُمْ أَخُوهُمْ نُوحٌ أَلَا تَتَّقُونَ {106}إِنِّي لَكُمْ رَسُولٌ أَمِينٌ {107} فَاتَّقُوا اللَّهَ وأَطِيعُونِ {108} وَمَا أَسْأَلُكُمْ عَلَيْهِ مِنْ أَجْرٍ إِنْ أَجْرِيَ إِلَّا عَلَى رَبِّ الْعَالَمِينَ {109} فَاتَّقُوا اللَّهَ وأَطِيعُونِ {110} قَالُوا أَنُؤْمِنُ لَكَ وَاتَّبَعَكَ الْأَرْذَلُونَ {111}قَالَ وَمَا عِلْمِي بِمَا كَانُوا يَعْمَلُونَ {112} إِنْ حِسَابُهُمْ إِلَّا عَلَى رَبِّي لَوْ تَشْعُرُونَ {113} وَمَا أَنَا بِطَارِدِ الْمُؤْمِنِينَ {114} إِنْ أَنَا إِلَّا نَذِيرٌ مُّبِين {115} قَالُوا لَئِن لَّمْ تَنتَهِ يَا نُوحُ لَتَكُونَنَّ مِنَ الْمَرْجُومِينَ {116} قَالَ رَبِّ إِنَّ قَوْمِي كَذَّبُونِ {117} فَافْتَحْ بَيْنِي وَبَيْنَهُمْ فَتْحًا وَنَجِّنِي وَمَن مَّعِي مِنَ الْمُؤْمِنِينَ {118} فَأَنجَيْنَاهُ وَمَن مَّعَهُ فِي الْفُلْكِ الْمَشْحُونِ{119} ثُمَّ أَغْرَقْنَا بَعْدُ الْبَاقِينَ {120} إِنَّ فِي ذَلِكَ لَآيَةً وَمَا كَان أَكْثَرُهُم مُّؤْمِنِينَ {121} وَإِنَّ رَبَّكَ لَهُوَ الْعَزِيزُ الرَّحِيمُ }.(سورة الشعراء: 105-121).
و جاء في سورة القمر:
(كذبت قبلهم قوم نوح فكذبوا عبدنا وقالوا مجنون وازدجر (9) فدعا ربه أني مغلوب فانتصر (10) ففتحنا أبواب السماء بماء منهمر (11) وفجرنا الأرض عيونا فالتقى الماء على أمر قد قدر (12) وحملناه على ذات ألواح ودسر (13) تجري بأعيننا جزاء لمن كان كفر (14) ولقد تركناها آية فهل من مدكر (15) فكيف كان عذابي ونذر (16) ولقد يسرنا القرآن للذكر فهل من مدكر (17)). (سورة القمر)
(وقوم نوح لما كذبوا الرسل اغرقناهم وجعلناهم للناس ايه واعتدنا للظالمين عذابا اليما) (سورة الفرقان) (آية:37)
(وَلَقَدْ أَرْسَلْنَا نُوحًا إِلَى قَوْمِهِ فَلَبِثَ فِيهِمْ أَلْفَ سَنَةٍ إِلَّا خَمْسِينَ عَامًا فَأَخَذَهُمُ الطُّوفَانُ وَهُمْ ظَالِمُونَ) (سورة العنكبوت) (آية:14)
(وَ قَوْمُ نُوح مِنْ قَبْلُ إنّهُمْ كَانُوا هُمُ أَظْلَمَ وَ أَطْغَى) (سورة النجم 52 50).
(وَقَوْمَ نُوحٍ مِنْ قَبْلُ إِنَّهُمْ كَانُوا قَوْماً فَاسِقِينَ) (سورة الذاريات 46)

#### وصف الطوفان في القرآن
- حدث الطوفان عن طريق هطول أمطار غزيرة وانفجار عيون الأرض حسب قوله تعالى {ففتحنا أبواب السماء بماء منهمر (11) وفجرنا الأرض عيونا فالتقى الماء على أمر قد قدر (12) (سورة القمر)
- طغيان الماء حسب قوله تعالى { إِنَّا لَمَّا طَغَا ٱلْمَآءُ حَمَلْنَـٰكُمْ فِى ٱلْجَارِيَةِ لِنَجْعَلَهَا لَكُمْ تَذْكِرَةً وَتَعِيَهَآ أُذُنٌ وَٰعِيَةٌ }(سورة الحاقة)
- فوران التنور وهو حسب بعض المفسرين نبوع الماء من التنور من الأرض وهي إشارة لنوح بركوب السفينة حسب قوله تعالى{فاذا جاء أمرنا وفار التنّور} (سورة المومنون)، والفوران حسب المعاجم اللغوية هو: ارتفاع سائل بسخونة نتيجة تعرضه لمصدر حرارة، أما التنور هو وجه الأرض حسب قول ابن عباس وعكرمة والزهري وابن عيينة.
- وصف هول الطوفان في قوله تعالى{وهي تجري بهم في موج كالجبال} (سورة هود 42)

## البحث عن السفينة
زعم العديدون اكتشافهم لموقع السفينة منذ العصور الوسطى ويذكر أحد الرحالة الإنكليز اعتقاد الأرمن بوجود السفينة على قمة جبل أرارات وذلك بإرادة من الله من أجل حفظه. كما نقل مسئولون إنكليز أن بعضا من زملائهم العثمانيون قد تمكنوا من اكتشاف موقع السفينة.
في عام 1829 قام أستاذ الفلسفة في جامعة تارتو University of Dorpat فريدريك بارووت Freidrich Parrott بتسلق جبل آرارات باحثا عن السفينة واعتبر أول شخص في العصر الحديث يقوم بهذه المهمة ولم يشاهد بارووت السفينة ولكنه قال «إن السفينة قد تكون مطمورة تحت طبقات الجليد في قمة الجبل» ، وتلاه على نفس المنوال المؤرخ والأستاذ في جامعة أوكسفورد James Bryce جيمس برايس في عام 1876 ووجد قطعة من الخشب في قمة الجبل وكان برايس مقتنعا بإنها من بقايا السفينة.

### موقع دوروبينار
في عام 1959 اكتشف المغامران الأمريكيان رون وايت وديفيد فاسولد آثار يُحتمل أنها لسفينة نوح في شرق تركيا، وذلك بعد أن أشار فلاح كردي اسمه رشيد سرحان إلى وجود شيء غريب بدت ملامحه بارزة بعد حدوث زلزال هز المنطقة، ولقد نشرت صحيفة Life magazene في عدد سبتمبر من عام 1960 في الصفحة الثانية تحقيقاً عن خبر اكتشاف سفينة نوح مع نشر بعض الصور.
ولقد زار وايات موقع السفينة في عام 1977 وأكد أن موقع السفينة يرتفع حوالي 6.300 قدم فوق سطح البحر وعلى بعد حوالي 200 ميل عن البحر، كما أكد الدكتور صالح بيراكتوتان رئيس قسم الجيولوجيا في جامعة أتاتورك بتركيا بأن عمر السفينة يقدر بأكثر من مئة ألف سنة
وهي الآن سفينة معترف بها من طرف الحكومة التركية معتبرة إياها كنزا وثراثا وطنيا وقد أقامت من أجلها منتزها لاستيعاب عدد كبير من السياح وتأكيدا منها على أهمية الموقع.

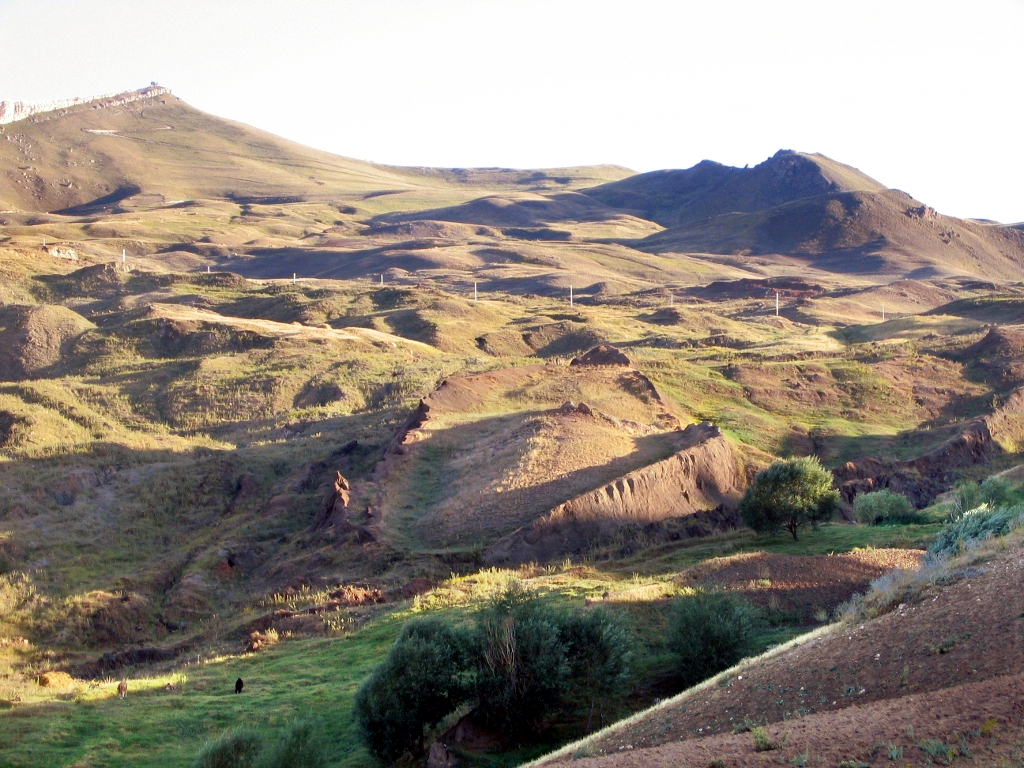
صورة لموقع دوروبينار

ولكن الجيولوجي جين جين لورنس يرى أن السفينة مجرد تكوين طبيعي حسب دراسة قام لعينات من الصخور وبعض الصور الفوتوغرافية للموقع
كما شاركه الرأي بعض مؤيدي نظرية خلق الأرض الفتية.
وأكد الجيولوجي الأسترالي أيان بلايمر كذلك أن الموقع عبارة عن تكوين جغرافي طبيعي يعرف بالساينكلاين (syncline).
كما غير فاسولد أحد الذين ساهموا في الاكتشاف قناعته بالموقع بعد أن اثبتت الحفريات أنه مجرد تكوين طبيعي.

### القرن الحادي والعشرون
في القرن الواحد والعشرين استمر الولع القديم بموقع سفينة نوح وخاصة بعد انتشار صور تم التقاطها عبر الأقمار الأصطناعية لنتوء في قمة جبل آرارات حيث بدأ الولع القديم يأخذ منعطفا جديدا بعد تعهد رجل أعمال ثري اسمه دانيال مك كيفرن Daniel McGivern عن منحة مقدارها 900,000 دولار لأي فريق علمي على استعداد للبحث عن السفينة ، ولكن مجلة National Geographic استبعد أن تكون الصورة الجديدة صورة حقيقية.
وفي الثمانينيات قام رائد الفضاء السابق James Irwin جيمس أيرون بحملة جديدة لكنه لم يعثر على شيء.
وفي 17 يونيو 2004 زعمت إحدى البعثات إنهم اكتشفوا السفينة وقدمت المجموعة صورا ومخططات عن بعثتهم إلا أن نتائج هذه البعثة لا تزال مرفوضة من قبل المجتمع العلمي.

## اقرأ أيضا
- لقاء السفينة

## هوامش
1. ↑  "قراءة في كتاب "نوح عليه السلام والطوفان العظيم"". الجزيرة نت. مؤرشف من الأصل في 2023-04-16. اطلع عليه بتاريخ 2023-11-24.
2. ↑  Mayell، Hillary (27 أبريل 2004). "Noah's Ark Found? Turkey Expedition Planned for Summer". National Geographic Society. مؤرشف من الأصل في 2018-06-24. اطلع عليه بتاريخ 2010-04-29.
3. ↑  Fagan، Brian M.؛ Beck، Charlotte (1996). The Oxford Companion to Archaeology. أكسفورد: دار نشر جامعة أكسفورد. ISBN:0195076184. مؤرشف من الأصل في 2019-12-08. اطلع عليه بتاريخ 2014-01-17.
4. ↑  Moore، Robert A. (1983). "The Impossible Voyage of Noah's Ark". Creation Evolution Journal. ج. 4 ع. 1: 1–43. مؤرشف من الأصل في 2019-08-05.
5. 1 2  صفحة القرآن الكريم نسخة محفوظة 25 يوليو 2017 على موقع واي باك مشين.
6. 1 2  التكوين نسخة محفوظة 20 يوليو 2017 على موقع واي باك مشين.
7. ↑  Ryan، W. B.؛ Major، C. O.؛ Lericolais، G.؛ Goldstein، S. L. (2003). "Catastrophic flooding of the Black Sea". Annual Review of Earth and Planetary Sciences. ج. 31 ع. 1: 525−554. Bibcode:2003AREPS..31..525R. DOI:10.1146/annurev.earth.31.100901.141249.
8. ↑  Moore، Robert A. (1983). "The Impossible Voyage of Noah's Ark". Creation Evolution Journal. ج. 4 ع. 1: 1–43. مؤرشف من الأصل في 2016-07-17. اطلع عليه بتاريخ 2016-07-10.
9. ↑  Lorence G. Collins (2009). "Yes, Noah's Flood May Have Happened, But Not Over the Whole Earth". NCSE (بالإنجليزية). Archived from the original on 2018-06-26. Retrieved 2018-08-22.
10. ↑  Chen، Y. S. (2013). The Primeval Flood Catastrophe. Oxford, United Kingdom: Oxford University Press, USA. ص. 2. ISBN:978-0-19-967620-0. OCLC:839396707.
11. ↑  قصة الطوفان البابلية ملحمة جلجامش للباحث سيدني سمث
12. ↑  "الموسوعة العربية العالمية". مؤرشف من الأصل في 2010-12-17. اطلع عليه بتاريخ 2020-01-03.
13. ↑  http://www.omanet.om/arabic/culture/culture11.asp?cat=cult&subcat=cult2 نسخة محفوظة 2013-07-30 على موقع واي باك مشين.
14. ↑  الكتب - محمد بن عبد القوي بن بدران - محمد بن عبد القوي بن بدران نسخة محفوظة 05 مارس 2016 على موقع واي باك مشين.
15. 1 2  خلاصة تاريخ الكرد وكردستان من اقدم العصور التاريخية حتى الان لـمحمد أمين زكي، ص81
16. ↑  Dr Friedrich Parrott نسخة محفوظة 09 مارس 2017 على موقع واي باك مشين.
17. ↑  British Prophetic Messenger and the Turkish Commissioners نسخة محفوظة 26 فبراير 2016 على موقع واي باك مشين.
18. 1 2  "Wayback Machine". مؤرشف من الأصل في 2008-12-11.
19. ↑  "Noah's Ark Search - Mount Ararat" [en]. مؤرشف من الأصل في 2019-06-07. اطلع عليه بتاريخ 2020-01-03.
20. 1 2  http://www.b-a-n.cz/noemova-archa.html [هل المصدر موثوق به؟] نسخة محفوظة 2017-12-15 على موقع واي باك مشين.
21. ↑  http://www.arksearch.com/najudi.htm [هل المصدر موثوق به؟] نسخة محفوظة 2000-10-17 على موقع واي باك مشين.
22. ↑  http://www.myspace.com/arkeology/photos/950957 [هل المصدر موثوق به؟] [إخفاق التحقق] نسخة محفوظة 2020-06-16 على موقع واي باك مشين.
23. ↑  BOGUS "NOAH'S ARK FROM TURKEY EXPOSED AS A COMMON GEOLOGIC STRUCTURE, Lorence Gene Collins نسخة محفوظة 12 يونيو 2017 على موقع واي باك مشين.
24. ↑  Letter from John BaumgardnerRegarding the claims of Ron Wyatt, John Baumgardner نسخة محفوظة 13 أكتوبر 2017 على موقع واي باك مشين.
25. ↑  Has Noah's Ark Been Found?, David Merling نسخة محفوظة 13 يناير 2016 على موقع واي باك مشين.
26. ↑  That Boat-Shaped Rock… is it Noah’s Ark?, John D. Morris نسخة محفوظة 14 سبتمبر 2012 على موقع واي باك مشين.
27. ↑  Telling Lies for God?, هيئة الإذاعة الأسترالية [وصلة مكسورة] نسخة محفوظة 20 أغسطس 2011 على موقع واي باك مشين.
28. ↑  Noah's Ark Found? Turkey Expedition Planned for Summer نسخة محفوظة 12 يوليو 2017 على موقع واي باك مشين.
29. ↑  James Benson Irwin, Colonel, United States Air Force نسخة محفوظة 13 يوليو 2017 على موقع واي باك مشين.
30. ↑  Noah's Ark Quest Dead in Water - National Geographic نسخة محفوظة 25 يوليو 2017 على موقع واي باك مشين. [وصلة مكسورة]